# Измерительный преобразователь
Измери́тельный преобразова́тель или Трансдьюсер (от англ. Transducer) — техническое средство с нормируемыми метрологическими характеристиками, служащее для преобразования измеряемой величины в другую величину или измерительный сигнал, удобный для обработки, хранения, дальнейших преобразований, индикации и передачи, но непосредственно не воспринимаемый оператором. ИП или входит в состав какого-либо измерительного прибора (измерительной установки, измерительной системы и др.), или применяется вместе с каким-либо средством измерений.

## Классификация
- По характеру преобразования:
  - Аналоговый измерительный преобразователь — измерительный преобразователь, преобразующий одну аналоговую величину (аналоговый измерительный сигнал) в другую аналоговую величину (измерительный сигнал);
  - Аналого-цифровой измерительный преобразователь — измерительный преобразователь, предназначенный для преобразования аналогового измерительного сигнала в цифровой код;
  - Цифро-аналоговый измерительный преобразователь — измерительный преобразователь, предназначенный для преобразования числового кода в аналоговую величину.
- По месту в измерительной цепи:
  - Первичный измерительный преобразователь — измерительный преобразователь, на который непосредственно воздействует измеряемая физическая величина. Первичный измерительный преобразователь является первым преобразователем в измерительной цепи измерительного прибора;
  - Датчик — конструктивно обособленный первичный измерительный преобразователь;
  - Детектор — датчик в области измерений ионизирующих излучений[1];
  - Промежуточный измерительный преобразователь — измерительный преобразователь, занимающий место в измерительной цепи после первичного преобразователя.
- По другим признакам:
  - Передающий измерительный преобразователь — измерительный преобразователь, предназначенный для дистанционной передачи сигнала измерительной информации;
  - Масштабный измерительный преобразователь — измерительный преобразователь, предназначенный для изменения размера величины или измерительного сигнала в заданное число раз.
- По принципу действия ИП делятся на генераторные и параметрические.

## Некоторые примеры
- Термопара в термоэлектрическом термометре
- Измерительный трансформатор
- Электропневматический преобразователь
- Преобразователь угол-код

### Нормативно-техническая документация
- ГОСТ Р 51086-97. Датчики и преобразователи физических величин электронные. Термины и определения.
- РМГ 29-2013 ГСИ. Метрология, Основные термины и определения.
- ГОСТ 30606-98. Преобразователи цифрового кода в напряжение или ток измерительные.
- ГОСТ 30605-98. Преобразователи измерительные напряжения и тока цифровые.